# Guerre lélantine
Sauf précision contraire, les dates de cet article sont sous-entendues « avant l'ère commune » (AEC), c'est-à-dire « avant Jésus-Christ ».
La guerre lélantine fut une longue guerre entre les cités d'Érétrie et de Chalcis en Grèce. Elle eut pour théâtre la plaine Lélantine (en), située entre les deux cités. À la lumière du phénomène de colonisation qui débuta en Grèce au VIIIe siècle, la guerre fut motivée par le phénomène de sténochôria qui toucha les deux cités. En effet, durant l'époque géométrique, Chalcis et Érétrie furent à l'initiative de nombreuses fondations coloniales, illustrant la nécessité de se délester d'une partie de leur population.
La guerre Lélantine se déroula à une date que nous ne connaissons pas avec précision, les rares sources étant contradictoires, certaines parlant de la fin du VIIIe siècle, d'autres privilégiant la première moitié du VIIe siècle. Nous ne connaissons pas non plus avec précision le vainqueur de cet affrontement. Chalcis semble victorieux, mais les sources divergent. Ce qui en revanche est certain, c'est que cette guerre entraîna les deux cités vers le déclin. C'est en tout cas un événement suffisamment important pour que Thucydide en fasse mention dans son Histoire de la guerre du Péloponnèse.

## Nom
Le terme guerre Lélantine n'est pas contemporain ou moderne. Le nom que les auteurs anciens lui attribuent est normalement guerre entre Chalcidiens et Érétriens (grec ancien : πόλεμος Χαλκιδέων καὶ Ἐρετριῶν).

## Date de la guerre
Il n'y a aucune information directe dans les sources antiques qui datent précisément le jour de cette guerre. Des preuves indirectes montrent que Thucydide la date vers 705 av. J.-C. Les histoires de la fondation de la colonie d'Eubée suggèrent qu'au milieu du VIIIe siècle Chalcis et Érétrie ont coopéré. En outre, Théognis a interprété qu'il y avait un conflit entre Chalcis et Érétrie dans le milieu du VIe siècle av. J.-C. Bien que quelques historiens aient suggéré que cette  date est celle d'une deuxième guerre Lélantine plus petite et encore moins connue, la date de cette guerre reste encore un mystère.

## Des preuves archéologiques
Des études archéologiques ont montré que les sépultures des guerriers tombés lors de cette guerre datent de 710-705 avant notre ère. Les dernières sépultures datent d'environ 690 av J.-C. Le site de Chalcis, toujours occupé, a fait l'objet de recherches archéologiques, mais très peu de sépultures de guerriers similaires sont indiqués dans les sources écrites. Environ 680 av. J.-C., un bâtiment triangulaire a été érigé au sommet de la tombe guerrière à Érétrie et a été utilisé à consacrer des offrandes aux héros tombés au combat. L'occupation de la colonie de Xeropolis et l'utilisation des cimetières à Lefkandi, situé entre Chalcis et Érétrie sur la plaine Lélantine, ont cessé à peu près au même moment que la guerre Lélantine.

## Raison de la guerre
Selon la tradition, la guerre a été provoquée par un conflit à propos de la plaine Lélantine. Cette région très fertile avait depuis longtemps été utilisée pour l'agriculture, y compris la culture de la vigne. En Grèce, où les terres fertiles sont rares, les guerres pour le terrain agricole attractif n'étaient pas rares, surtout dans la période archaïque, par exemple, entre Mégare et Athènes. Néanmoins, il reste difficile de comprendre pourquoi Chalcis et Érétrie sont soudainement venus à se battre pour la plaine Lélantine après avoir apparemment été d'accord sur son utilisation pendant une longue période.
L'origine du conflit pourrait être liée à une catastrophe naturelle. À la fin du VIIIe siècle av. J.-C., l'Attique, l'Eubée et d'autres îles voisines ont souffert d'une grave sécheresse. Il est fort probable que la colonisation d'Érétrie sur Andros a été abandonnée par la suite. Cette sécheresse et la famine pourraient avoir conduit Chalcis et Érétrie à réclamer l'ensemble de la plaine Lélantine.

## Cours de la guerre
La guerre entre Chalcis et Érétrie a probablement commencé en 710 av J.-C. Bien que les deux cités dussent posséder de grandes flottes, le combat a été mené sur Terre. Cette guerre a eu lieu avant l'âge d'or de la phalange hoplitique, mais, à l'abri des arcs et des frondes, la plupart des combattants étaient probablement des épéistes légèrement armés. Selon un autre point de vue, la guerre fut principalement marquée par des combats de cavalerie.

### Troupes
Érétrie à son apogée pouvait environ aligner 3 000 fantassins, 600 cavaliers et 60 chars. La taille et le nombre des forces de Chalcis ne sont pas connus. Nous savons seulement que leur infanterie était supérieure et leur cavalerie inférieure à celle d'Érétrie.

### Alliances
En premier lieu, la guerre n'aurait impliqué que les deux cités et leurs territoires. Au moment de la guerre, la cité d'Érétrie inclut un quart de l'île d'Eubée, ainsi que des îles à proximité (Andros, Ténos, et Céos). L'extension du conflit à d'autres régions et le nombre d'alliés sont contestés. Il y a des références directes à trois autres participants en dehors de Chalcis et Érétrie : Milet au côté d'Érétrie et Samos avec Chalcis. Au-delà, les inimitiés et les alliances connues entre les cités archaïques grecques, provenant d'autres sources, ont conduit à de nouvelles suggestions sur les parties concernées, ce qui a conduit certains chercheurs à proposer jusqu'à 40 participants. Ces chiffres ne signifient cependant pas un large éventail d'alliances politiques, que la majorité des chercheurs considère peu probable pour le VIIIe siècle av. J.-C. Même si de nombreuses autres cités ont été en guerre en même temps, on ne peut pas prouver que tous les conflits entre les cités grecques de l'époque faisaient partie de cette guerre.
L'île d'Égine était principalement active dans le commerce avec l'Égypte, où son principal concurrent était Samos. Samos était alliée à Chalcis, ce qui suggère qu'Égine a pris le parti d'Érétrie. Corinthe et Mégare étaient en guerre pendant la quasi-totalité de la période archaïque, principalement en raison de la conquête par Corinthe de la péninsule Perachóra qui avait appartenu à Mégare. Les actions de Chalcis et Corinthe dans le contexte de la colonisation occidentale suggèrent que les deux villes se sont alliées, ou au moins avaient des relations amicales ; Chalcis avait empêché Mégare d'établir des colons à Leontinoi, tandis que Corinthe avait chassé les colons Érétriens de Corcyre, suggérant une alliance entre Mégare et Érétrie. Hérodote raconte par ailleurs que Chios avait prêté main-forte à Milet pendant la révolte ionienne, car Milet avait auparavant aidé Chios contre Érythrées. On peut ainsi imaginer une alliance entre Chios et Érétrie d'une part, Érythrées et Chalcis d'autre part.
Beaucoup d'historiens sont d'avis que de telles alliances à longue distance ne peuvent pas avoir existé au VIIIe siècle av. J.-C. Il s'agirait plutôt d'alliances personnelles au sein de l'aristocratie, et la guerre pourrait n'avoir impliqué qu'Érétrie, Chalcis et l'aristocrate thessalien Cléomaque de Pharsale et ses troupes. L'historien allemand Detlev Fehling pense que l'ensemble de la guerre Lélantine est une invention des siècles postérieurs : cette opinion est minoritaire.
Autour de 700 av. J.-C., la cité d'Érétrie a finalement été détruite, probablement par Chalcis. À peu près au même moment, l'alliée d'Érétrie, Milet, a ravagé la ville de Caryste au sud d'Eubée. Au cours de cette phase, Milet est devenue la puissance dominante dans la mer Égée orientale. La guerre (peut-être interrompue par des trêves) a duré jusqu'au milieu du VIIe siècle av. J.-C. Elle peut s'être conclue, en faveur de Chalcis, par l'intervention d'une armée de cavalerie de Thessalie, dirigée par Cléomaque de Pharsale, bien qu'il soit difficile de savoir si l'événement en question a décidé du sort de la guerre, ou bien si Chalcis a définitivement gagné.

## Effets
Le probable vainqueur, Chalcis, perd son importance économique et politique. Sur les marchés méditerranéens, la céramique corinthienne remplace la céramique d'Eubée (voir Poterie de la Grèce antique). Dans le processus de colonisation, les cités d'Asie Mineure prennent l'initiative, comme Milet (colonisation des rives du Pont) et Phocée (colonisation occidentale). Chalcis entre dans un long déclin, tandis que les îles des Cyclades qu'Érétrie contrôlait précédemment semblent s'émanciper. D'après Théognis, un autre conflit sur la plaine Lélantine a eu lieu au VIe siècle : il semble que les deux cités se soient combattues à nouveau. Dans tous les cas, après la guerre, les deux cités ont continué la colonisation de la péninsule de Chalcidique en Grèce du Nord. Érétrie s'est senti obligée de rembourser sa dette envers Milet, en aidant Milet lors de la révolte ionienne. Cela a conduit à la destruction d’Érétrie avant la bataille de Marathon en 490 av. J.-C. Chalcis a conservé le contrôle de la plaine Lélantine jusqu'à 506 av. J.-C., lorsqu'Athènes y a établi une clérouquie.

## Sources
- (en) Cet article est partiellement ou en totalité issu de l’article de Wikipédia en anglais intitulé « Lelantine War » (voir la liste des auteurs).